# 张济山
张济山（1957年—），黑龙江齐齐哈尔人，北京科技大学教授，主要从事先进材料研究。中华人民共和国教育部第二批“长江学者”特聘教授。承担包括“863”计划、“973”计划等多个重点学术科研课题，取得多项研究成果，发表数百篇论文，获得多个奖项。
1982年2月、1985年5月先后获北京钢铁学院（现北京科技大学）材料学硕士、博士学位；1985年1989年在中国科学院金属研究所工作；1989年至1993年就读于获日本丰桥科学技术大学材料学，获博士学位；1993年至1994年在北京科技大学从事博士后研究，后留校任教授至今。